# مسجد خواجة شهدا
مسجد خواجة شهدا هو مسجد تاريخي يعود إلى عصر القاجاريون، ويقع في قزوين.